# 橋詰真美
橋詰 真美（はしづめ まみ、1974年12月7日 - ）は、日本のフリーアナウンサー。

## 来歴
三重県桑名市出身。三重県立桑名高等学校、成城大学短期大学部英米文化コース卒業。身長158cm。血液型B型。
短大卒業後、イベント等の司会を経て1997年4月にNHK津放送局に契約キャスターとして入局。
後に名古屋タレントビューローに所属し、2000年4月から2001年3月まで中京テレビ放送の契約アナウンサーを務めた。また、2001年4月から2002年3月まで名古屋テレビ放送の契約アナウンサーを務めた。
名古屋テレビとの契約の終了後は上京し、アクターズエージェンシーへ移籍。それとともに黒沢 真未（くろさわ まみ）と名を改め、以後しばらくの間は関東地方を拠点に活動していた。また、この当時『週刊ポスト』のグラビアを飾ったこともある。しかし、アクターズの破産申請時には既に事務所を辞めており、以後の活動状況は不明のままとなっている。

## 過去の担当番組
NHK津放送局
- おしゃべりランチ（NHK名古屋放送局製作、キャスター）
- ゆうがたチャンス! （NHK名古屋放送局製作、リポーター）
- こんばんは6時です（NHK名古屋放送局製作、リポーター）

名古屋タレントビューロー
- 心にエール!ふるさと夢図鑑（中京テレビ、リポーター）
- クスクス（中京テレビ、リポーター）
- 中京テレビニュースプラス1 （中京テレビ）
- コケコッコー（名古屋テレビ、ニュース担当）
- TRYあんぐる（名古屋テレビ、エンターテインメントコーナー担当）
- 名古屋テレビニュース（名古屋テレビ）

アクターズエージェンシー
- スーパーモーニング（テレビ朝日、企画リポーター）
- うるおい宣言! （テレビ朝日、リポーター）